# Chieko Baishō
Chieko Baishō (倍賞 千恵子?, Baishō Chieko; Kita, 29 giugno 1941) è una cantante, attrice e doppiatrice giapponese.
È nota per aver interpretato Sakura nella serie di film giapponesi Otoko wa tsurai yo, tra il 1969 e il 1995, e per il suo sodalizio artistico con il regista Yōji Yamada, iniziato negli anni sessanta. Nel 1980 ha ricevuto il premio di "miglior attrice" agli Hōchi Film Awards per il suo ruolo nel film Haruka naru yama no yobigoe.

## Biografia
Nativa di Kita, un quartiere di Tokyo, è la sorella maggiore dell'attrice Mitsuko Baishō.
Debuttò come cantante nel 1962 con il singolo "Shitamachi no taiyō", che le valse il premio di "nuova artista" ai Japan Record Award di quell'anno. Il suo brano del 1965 "Sayonara wa dance atoni" ispirò invece la canzone "Moonlight Densetsu", colonna sonora delle prime quattro serie di Sailor Moon.

## Filmografia

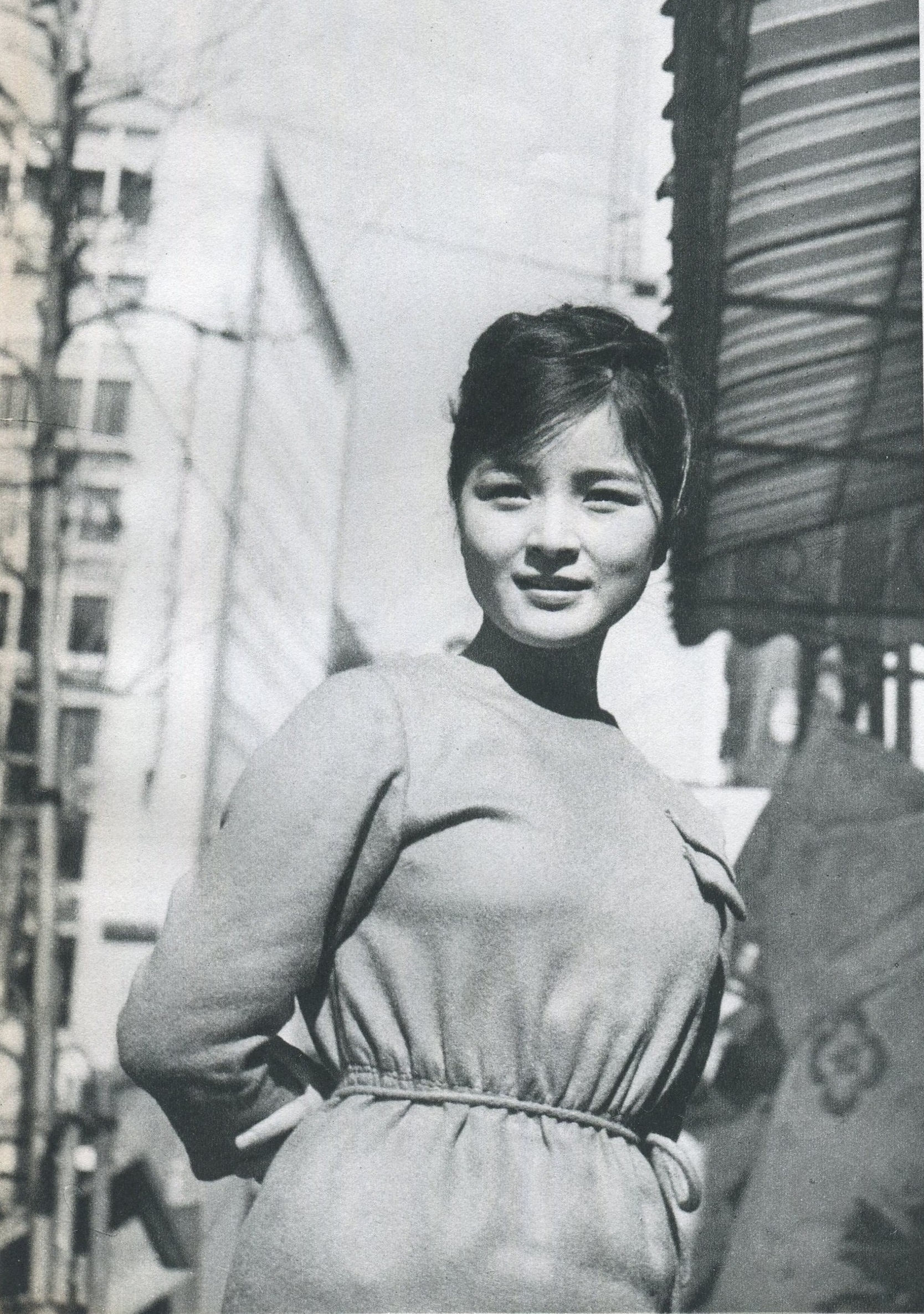

### Attrice
- Otoko wa tsurai yo (男はつらいよ), regia di Yōji Yamada (1969-1995)
- Kazoku (家族), regia di Yōji Yamada (1970)
- Shiawase no kiiroi hankachi (幸福の黄色いハンカチ), regia di Yōji Yamada (1977)
- Haruka naru yama no yobigoe (遙かなる山の呼び声), regia di Yōji Yamada (1980)
- Eki Station (駅 STATION), regia di Yasuo Furuhata (1981)
- Dauntaun hiirōzu (ダウンタウン・ヒーローズ), regia di Yōji Yamada (1988)
- Kakushi ken: Oni no tsume (隠し剣 鬼の爪), regia di Yōji Yamada (2004)
- Zatoichi: The Last, regia di Junji Sakamoto (2010)
- Tôkyô ni kita bakari (東京に来たばかり), regia di Qinmin Jiang (2013)
- Subete wa kimi ni aeta kara (すべては君に逢えたから), regia di Katsuhide Motoki (2013)
- The Little House (Chiisai ouchi; 小さいおうち), regia di Yōji Yamada (2014)
- Plan 75, regia di Chie Hayakawa (2022)

### Doppiatrice
- Mobile Suit Gundam (1981)
- Kimba - La leggenda del leone bianco (Gekijōban janguru taitei; 劇場版 ジャングル大帝), regia di Yoshio Takeuchi (1997)
- Il castello errante di Howl (Hauru no ugoku shiro; ハウルの動く城 ), regia di Hayao Miyazaki (2004)

## Doppiatrici italiane
- Lisa Mazzotti in Kimba - La leggenda del leone bianco
- Roberta Pellini in Il castello errante di Howl
- Francesca Vettori in Plan 75